# Clifford Hugh Douglas
Clifford Hugh Douglas (* 20. Januar 1879 in Stockport; † 29. September 1952 in Fearnan, Schottland) war ein schottischer Ingenieur, der das Wirtschaftskonzept des Social Credit entwickelte.

## Leben
Nachdem Douglas sein Mathematikstudium an der Universität Cambridge abgeschlossen hatte, arbeitete er in verschiedenen Unternehmen und Branchen als Ingenieur. Die Arbeit führte ihn in leitenden Positionen nach Nord- und Südamerika und nach Indien.
Seine Erfahrungen während des Ersten Weltkriegs in den Flugzeugwerken von Farnborough ließen ihn vermuten, dass der Wert der Produktion die Summe der als Gehälter und Dividenden ausgezahlten Einkommen übersteige.
Douglas überprüfte die Kenndaten von mehr als hundert großen britischen Unternehmen und stellte dabei fest, dass bei allen – außer in Unternehmen, die dem Konkurs nahe waren – die ausgezahlten Einkommen niedriger waren als die Produktionswerte. Diese Beobachtungen und die daraus gezogenen Schlüsse veröffentlichte Douglas im English Review unter dem Titel „The Delusion of Super Production“. In der Folge baute er die dort geschilderten Gedanken zum Konzept des Social Credit aus.
Wesentlichen Einfluss auf Douglas Theorien hatten die antisemitischen Protokolle der Weisen von Zion. Aufbauend auf diesen verstand er das existierende monetäre System als Teil einer „jüdischen Weltverschwörung“. Auch nachdem die „Protokolle“ als Fälschung entlarvt wurden, erklärte Douglas, dass sie „die Tatsachen des täglichen Lebens widerspiegelten“.
In den 1920er und 1930er Jahren wandte Douglas sich verstärkt der Wirtschaftspolitik zu. Er wurde zum Berater mehrerer Parlamentsausschüsse in Kanada und Großbritannien ernannt. Auf ausgedehnten Reisen stellte er seine Theorien in verschiedenen Ländern dar, unter anderem vor Angehörigen des US-Senats und dem norwegischen König Håkon. Während dieser Zeit veröffentlichte Douglas weitere Bücher über seine Theorien.
Aufbauend auf Douglas’ Ideen des Social Credit entstand eine soziale Bewegung, die zur Gründung mehrerer politischer Parteien führte, unter anderem der Social Credit Party of Canada und der Social Credit Party in Neuseeland.

## Werke
- Economic Democracy (1920; überarbeitet 1934). Reprint. Bloomfield Books, 1974. ISBN 0904656063
- Credit-Power and democracy (1920; überarbeitet 1934). Stanley Nott, London 1934.
- The Control and Distribution of Production (1922; überarbeitet 1934). Stanley Nott, London 1934.
- Social Credit (1924; überarbeitet 1933). Reprint. Institute of Economic Democracy, Kanada, 1979. ISBN 0920392261
- The Monopoly of Credit (1931). Reprint. Bloomfield Books, 1979. ISBN 0904656020
- The Use of Money (1935)
- The Alberta Experiment: An Interim Survey (1937)
- The Big Idea (1942). Reprint. Veritas Publishing Company, Kanada, 1986. ISBN 0886360005
- The Brief for the Prosecution (1945). Reprint. Legion for the Survival of Freedom, Incorporated, 1986. ISBN 0949667803
- Whose Service is Perfect Freedom?. Veritas Publishing Company, Kanada 1986. ISBN 0949667641